# Фресе, Мартин
Мартин Фресе (дат. Martin Frese; родился 4 января 1998 года, Дания) — датский футболист, защитник клуба «Эллас Верона».

## Клубная карьера
Фресе — воспитанник клубов «Фрем» и «Норшелланн». 5 мая 2017 года в матче против «Копенгагена» он дебютировал в датской Суперлиге в составе последнего. 4 октября 2020 года в поединке против «Копенгагена» Мартин забил свой первый гол за «Норшелланн».